# بريت كافانو
بريت كافاناه (بالإنجليزية: Brett Kavanaugh)‏ (مواليد 12 فبراير 1965) هو أحد قضاة المحكمة العليا للولايات المتحدة، في 9 يوليو 2018 رشحه الرئيس دونالد ترامب ليكون بديلًا محتملًا للقاضي أنطوني كينيدي الذي تقاعد في هذا العام، ووافق مجلس الشيوخ على ترشيحه في 6 أكتوبر 2018.

## الترشيح للمحكمة العليا
بعدما واجه كافاناه - خلال فترة ترشيحه - اتهامات بسوء السلوك الجنسي من قبل عدد من النساء خلال مرحلة دراسته الثانوية والجامعية؛ وهي اتهامات أنكرها كافاناه جميعًا خلال جلسة استماع أمام اللجنة القضائية لمجلس الشيوخ، واعتبر الرئيس ترامب شهادته «قوية وصادقة ومثبتة». وخلال مقابلة تلفزيونية على قناة فوكس نيوز، قال كافاناه أنه لم يمارس أي علاقة جنسية خلال سنوات الدراسة الثانوية ولسنوات بعدها. وحتى قبل ظهور هذه الاتهامات الجنسية كان كافاناه موضع انتقاد الأوساط الليبرالية لموقفه المحافظ؛ إذ كان الاعتقاد أن ترشحه سيُغَلِب كفة المحافظين في المحكمة العليا، وزادت الاتهامات الجنسية له من المعارضة الكبيرة لترشحه. أتى الاتهام الثاني لكفاناه من طرف ديبرا راميرز، زميلة بريت كافاناه في جامعة ييل، اتهمته بكشف عضوه الذكري لها في حفل في الجامعة وأنه جعلها تلامسه دون رغبتها. وأنكر كافاناه هذا الاتهام مشيرًا في بيان «هذه الواقعة المزعومة التي تعود إلى 35 عاما مضت، لم تحصل. الناس الذين عرفوني في ذلك الوقت يعلمون أنّ هذا لم يحصل وقد قالوا ذلك. هذا ببساطة تشويه للسمعة». اتهمت جولي سويتنيك كافاناه بالإفراط في الشراب وإجبار الفتيات على الانخراط في سلوك سيء.
وافق مجلس الشيوخ بصفة نهائية على ترشحه بأغلبية 50 صوتًا مؤيدًا مقابل 48 صوتًا رافضًا، بعد تصويت أولي بنتيجة 51 صوتًا مقابل 49. ويذكر أن عريضة موقعة من جانب مئات أساتذة القانون طالبت أعضاء مجلس الشيوخ برفض ترشح كافاناه.
أتى التصويت في مجلس الشيوخ بعدما قررت اللجنة القضائية في المجلس، باقتراح من العضو الجمهوري جيف فليك، تأجيل التصويت على ترشح بريت كافاناه إلى حين إجراء مكتب التحقيقات الفيدرالي تحقيق تكميلي محدود الزمن والمنظور في «الاتهامات القابلة للتصديق» بحق بريت كافاناه؛ وقررت اللجنة أن تكون مدة هذا التصويت أسبوعًا واحدًا فقط. أمر الرئيس دونالد ترامب مكتب التحقيقات الفيدرالي بإجراء التحقيق. تسلم مجلس الشيوخ تقرير مكتب التحقيقات الفيدرالي في ساعة مبكرة من 4 أكتوبر، واطلع أعضاء المجلس على التقرير الذي لا يُنشر علنًا، وانتقد الأعضاء الديمقراطيون إجراءات التحقيق وما غاب عن تقريره؛ إذ وصفت ديان فينستين التحقيق بأنه كان «غير مكتمل»، وقال تشك شومر إن التحقيق كان محدودًا للغاية إذ لم يُستجوب كافاناه أو متهمته كريستين بلايسي فورد.
في مراسم خاصة بالبيت الأبيض لتنصيب كافاناه في المحكمة العليا، قال الرئيس ترامب أنه يعتذر له ولعائلته «بالنيابة عن أمتنا» عن «الألم والمعاناة الرهيبة التي أرغموا على تحملها».
قبل ترشحه كان قاضيًا في محكمة الاستئناف بمقاطعة دائرة كولومبيا. وكان مستشارًا للرئيس جورج دبليو بوش، وشغل منصبًا في البيت الأبيض في عهده، كما شارك في تحقيقات قضية العلاقة الجنسية بين الرئيس بيل كلينتون ومونيكا لوينسكي.

## الحياة الشخصية
لكافانا أصول أيرلندية، وقد تخرج في جامعة ييل المرموقة، وهو متزوج منذ عام 2004 من آشلي إستس كافاناه التي كانت أحد مساعدي الرئيس جورج دبليو بوش، وللزوجين ابنتان. يعتنق كافاناه المذهب كاثوليكي، ويمارس معتقداته بانتظام.

## حاشية
1. ↑  بريت كافانو

## وصلات خارجية
- بريت كافانو على موقع مونزينجر (الألمانية)
- بريت كافانو على موقع إن إن دي بي (الإنجليزية)